# Банн (замок)
Банн (фр. Château de Bannes) — средневековый замок в коммуне Бомон-дю-Перигор, во департаменте Дордонь, в регионе Аквитания, Франция. По своему типу относится к замкам на вершине.

## История

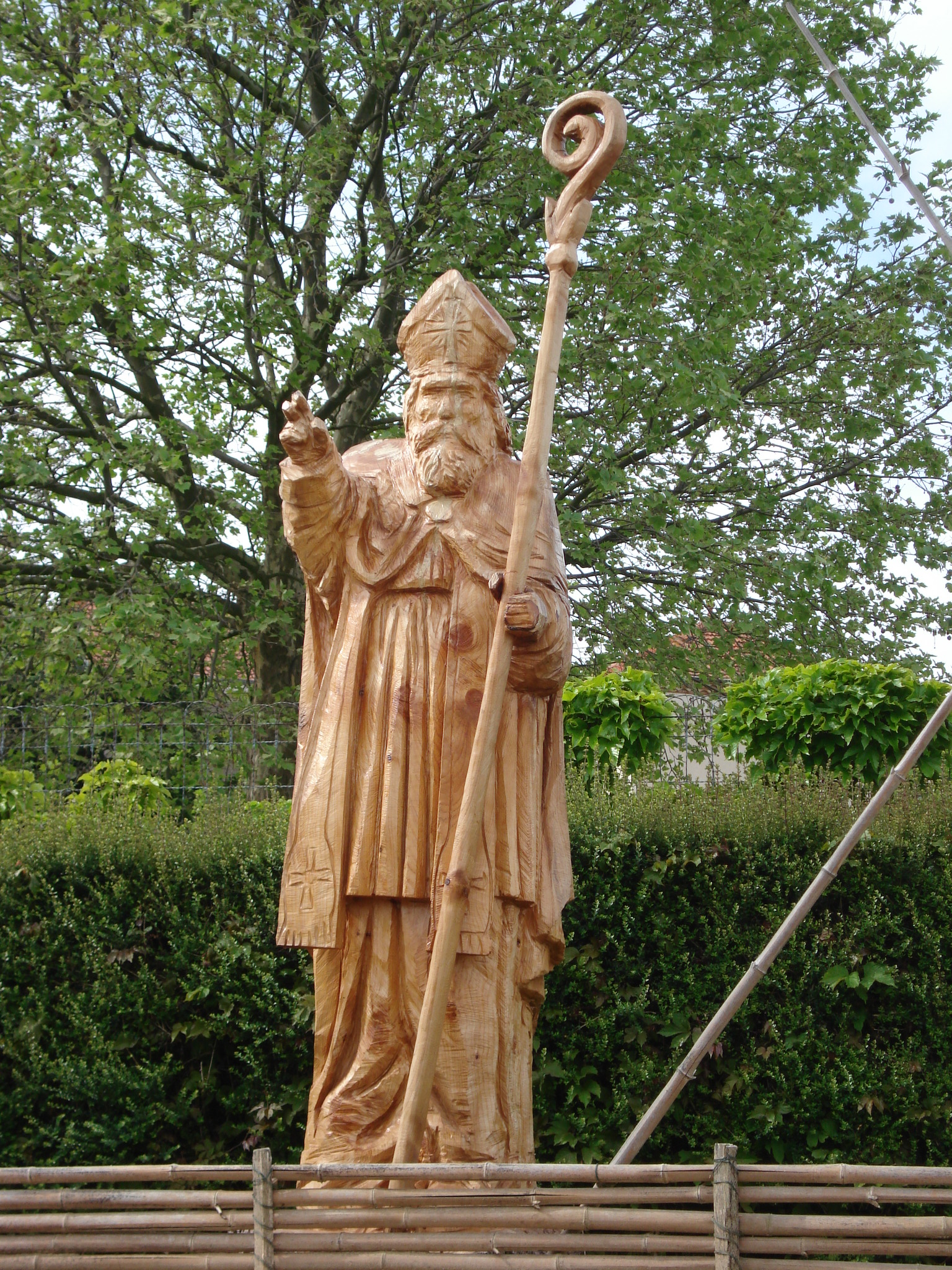
Статуя Авита Вьеннского

### Ранний период
Небольшая деревня Банн в этих местах, вероятно, существовала уже в V или VI веках. Она упоминается в жизнеописании Святого Авита.
Название замка, скорее всего, происходит от слова Banne, что на кельтском и перигорском языках означает «рог» или «пункт». и должно было обозначать это место.
Впервые замок на этом месте упоминается в текстах XIV века. В те времена крепость принадлежала Жану де Сеналю, который был предводителем банды бывших наёмников. Таких людей во Франции во время Столетней войны называли живодёрами.
В 1409 году замок был захвачен отрядов Рамоне де Сорта, воевавшего на стороне англичан и до этого владевшего замком Кастельно. Этот рыцарь и стал новым кастеляном крепости.
В 1417 году в Банне содержался пленником рыцарь Жан де Лот, которого сумел освободить известный герой войны Пьер де Босредон. В 1418 году жители региона Сарла заплатили крупную сумму комендантам замков Бельвес, Кюньяк, Банн и Домма, чтобы прекратились боевые действия. Позднее жители Сарла решили разрушить замки, которые ситали пристанищем рыцарей-разбойников.
В 1442 году горожане и крестьяне при помощи Жана де Л'Эгля, графа Перигора, а также нескольких рыцарей осадили Бельвес. В течение некоторого времени гарнизон крепости защищался. Но в сентябре капитан согласился оставить укрепления за определённую сумму денег. Этот успех вдохновил жителей Сарла.
В ноября 1442 года отряды Сарла подступили к замку Банн, собираясь взять его штурмом и разрушить. В итоге гарнизон капитулировал, но стены и башни сохранились. Часть каменной кладки той эпохи сохранилась до наших дней.
После захвата замка начались судебные тяжбы о том, кто имеет право на данное владение. Решение принимали королевские судьи в Бордо. Владельцем Банна стал рыцарь Жан Фолькон.

### ЭпохаРенессанса
Его потомок Альбре Фолькон в ноябре 1510 года продал сеньорию Банн рыцарю Бранделису де Гонто-Бирон.
Новый собственник был влиятелен и богат. Дядей Бранделиса де Гонто-Бирона был Арман де Гонто-Бирон, являвшийся с 1498 года епископом Сарла. Началась масшатабная реконструкция крепости.  Строительные работы продолжались более 20 лет.
На дымоходе главного зала можно найти монограммы Людовика XII и Анны Бретонской, которые побывали здесь не позднее 1515 года. На одном из сводов башни, расположенной со стороны долины, можно увидеть герб рода Гонто-Бирона.
После смерти Бранделиса де Гонто-Бирона хозяином замка стал его сын Франсуа. Он продолжил модернизацию каменных укреплений, превращая Банн в неприступную крепость. Однако в 1544 году Франсуа де Гонто-Бирон был смертельно ранен в битве при Черезоле. Его вдова Франсуаза де Салиньяк стала хозяйкой замка. Вскоре она вышла замуж за Антуана де ла Рейни, чей род и получил контроль над крепостью.
В июле 1571 года замок купил Жан II де Лосс. В 1573 году Карл IX назначил его губернатором Гиени, передав в управление земли по правую сторону течения реки Гаронны. 23 февраля 1574 года он едва не погиб от рук протестантов, сумевших ворваться в замок.

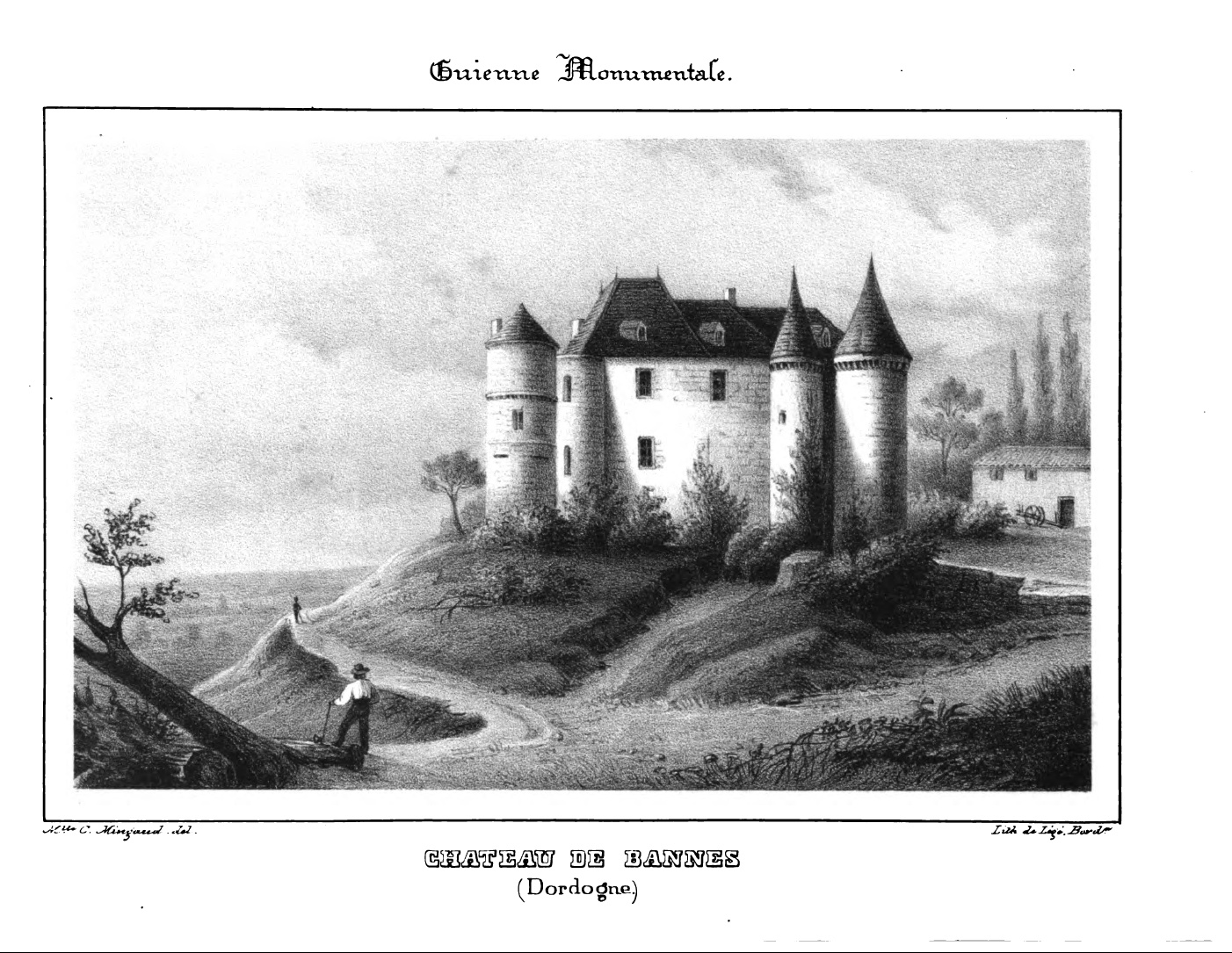
Замок Банн на рисунке XIX века

### XVII-XIX века
В ходе религиозных войн комплекс неоднократно переходил из руку в руки. Укрепления постепенно обветшали. После окончания конфликта Банн потерял прежнее значение. Ремонт каменных стен не производился. Замок фактически был заброшен. Его относительной сохранности помогла удалённость от крупных населённых пунктов. В противном случае Банн мог превратиться для местных жителей в бесплатный склад стройматериалов и вовсе исчезнуть.
К началу XIX века комплекс лежал в руинах. В 1882 году замок перешёл в собственность богатой семьи Файоль дю Мустье. Новые хозяева решили восстановить старинную крепость. К началу XIX века Банн приобрёл современный вид.

### XX век
В 1960 году замок приобрёл богатый предприниматель Лемассон. Он провёл масштабную реконструкцию комплекса и превратил его в личную родовую резиденцию.
В 2002 году замок был внесён в список исторических памятников Франции.

## Описание
Замок построен на вершине скалистого выступа, который возвышается над долиной Куз. Укрепления повторяют контуры плато. Благодаря этому замок имеет вытянутую форму. Для доступа к воде в толще скалы пробили глубокий колодец.
Единственный вход внутрь располагается в северной части. Попасть в замок можно было только по подъёмному мосту. Ранее перед главными воротами имелся обширный форбург. Позднее здесь разбили живописный сад.
Отличительной особенностью замка являются массивные круглые башни, далеко выступающие за контур кольцевой стены. В ходе реставрации собственники постарались максимально сохранить прежние формы крепости.

## Современное использование
Замое остаётся частным владением. Посещение комплекса туристами не предусмотрено.

## Галерея

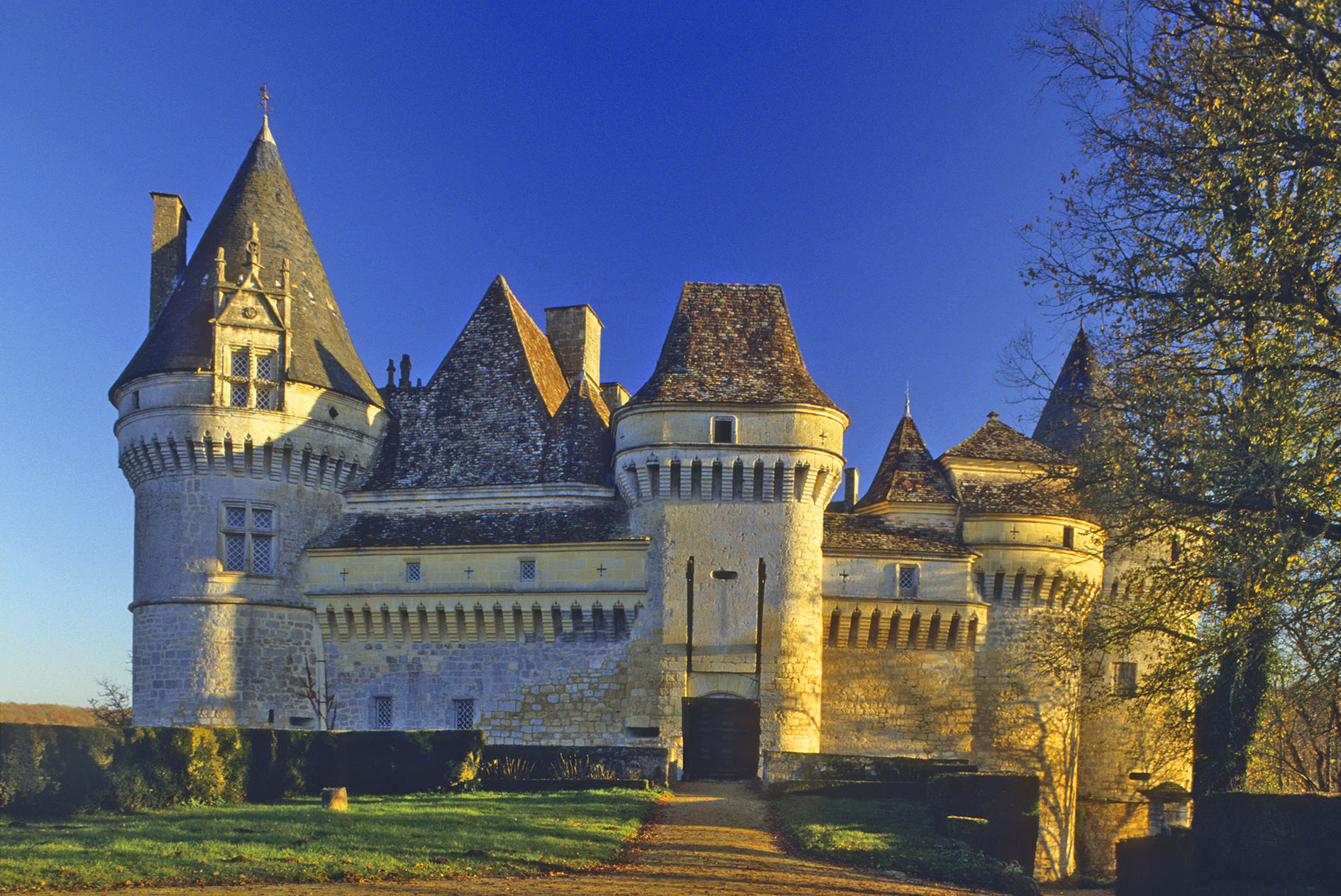
Вид замка с северной стороны
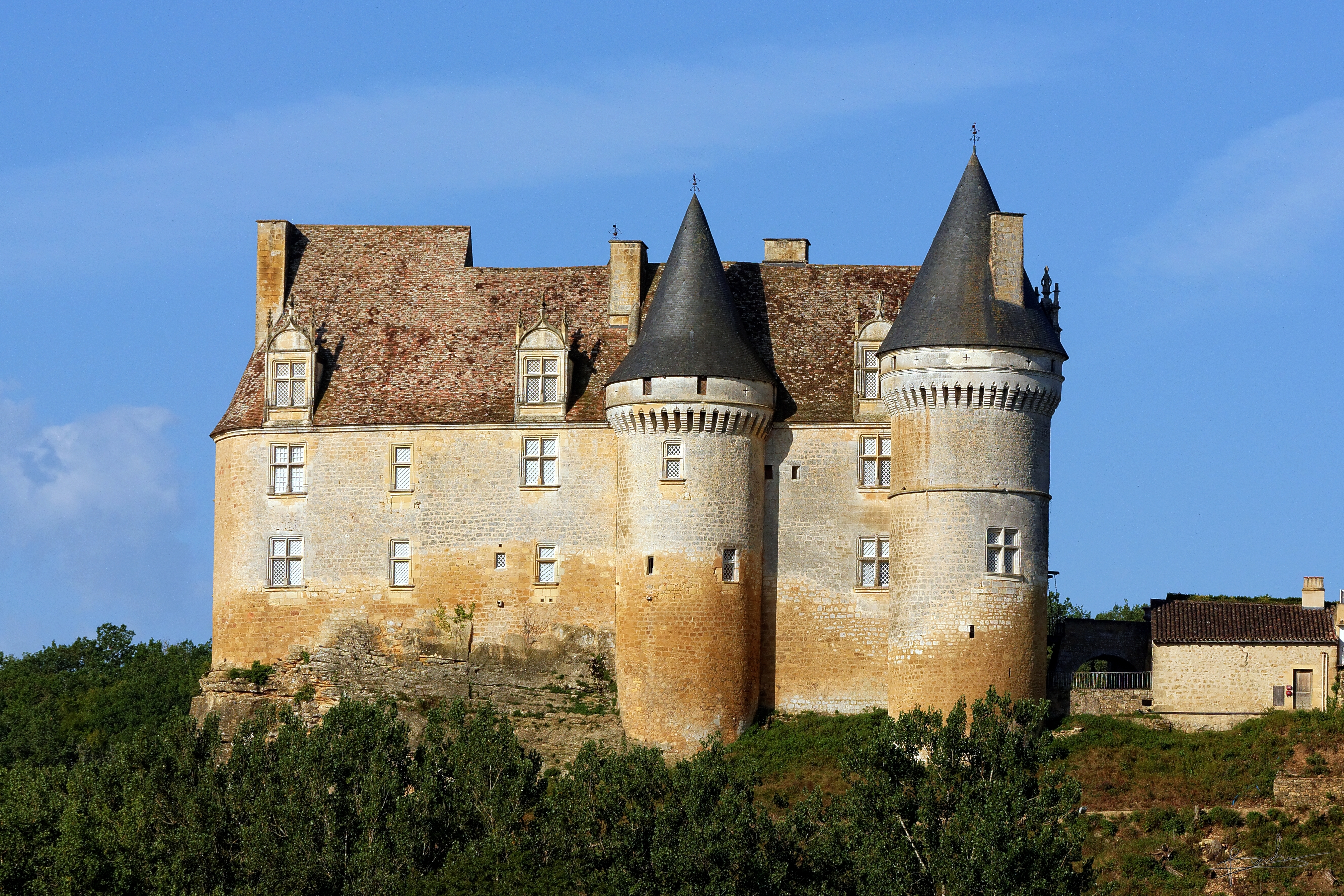
Замок с восточной стороны
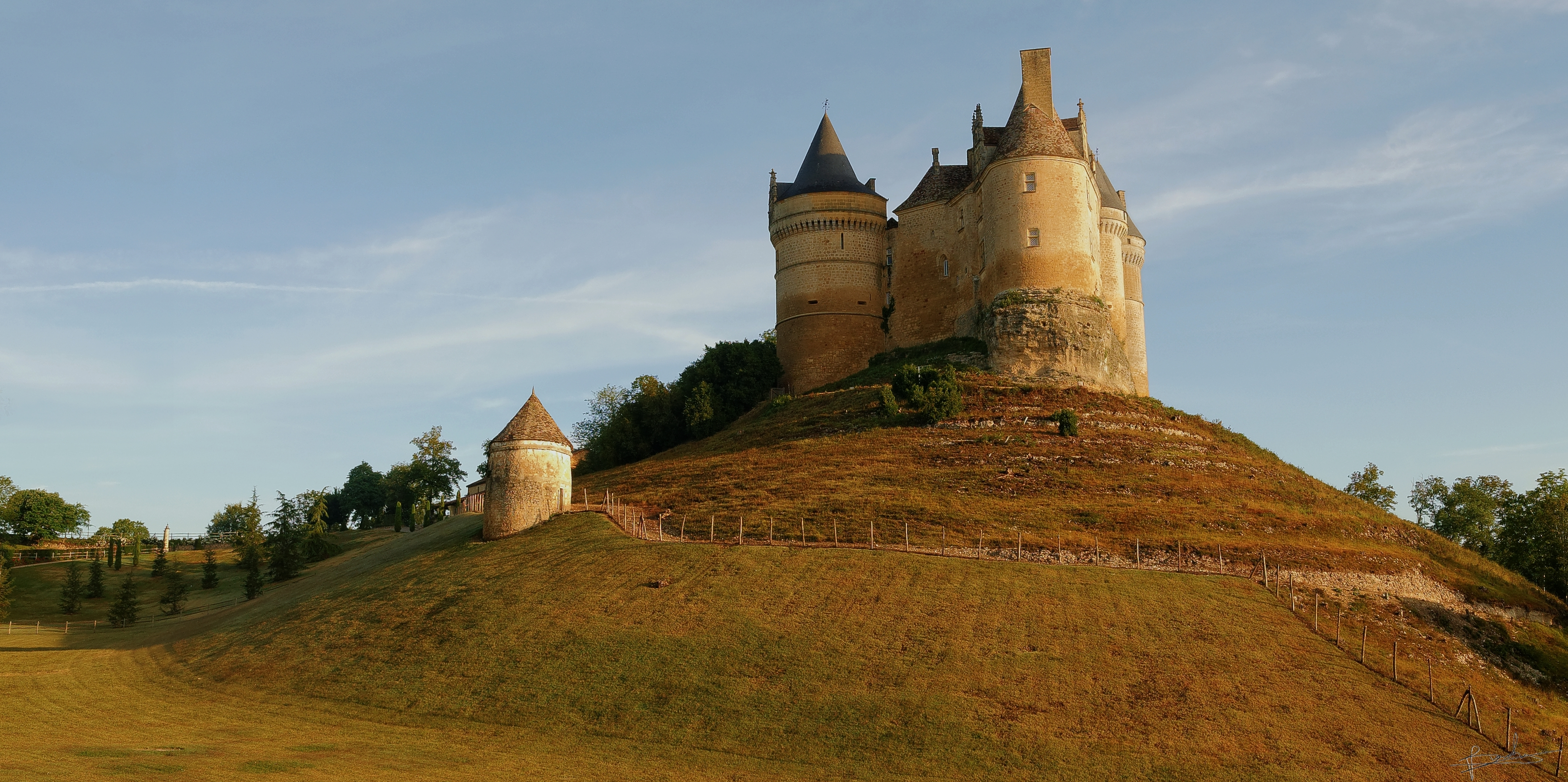
Общий вид замка
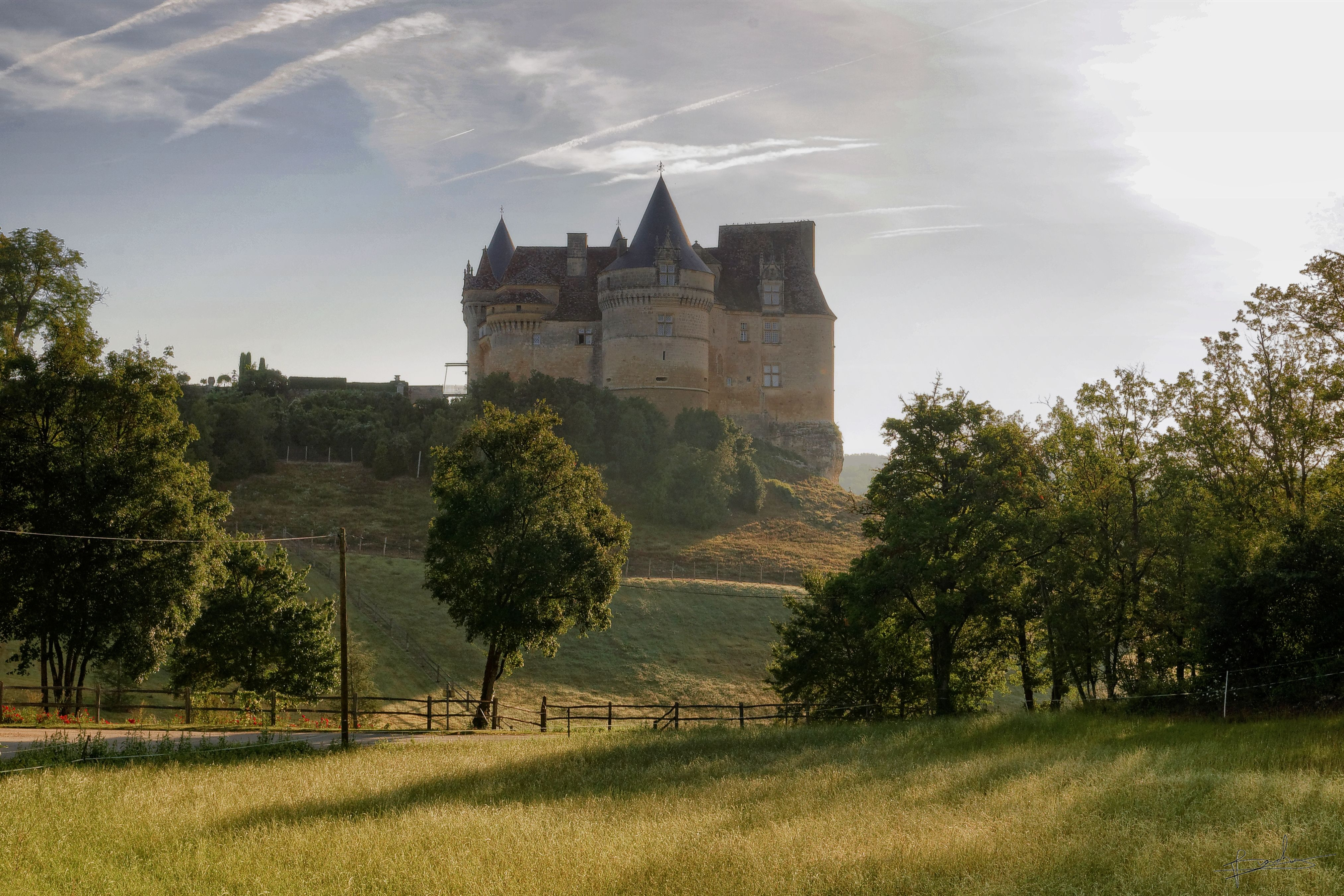
Вид замка с западной стороны
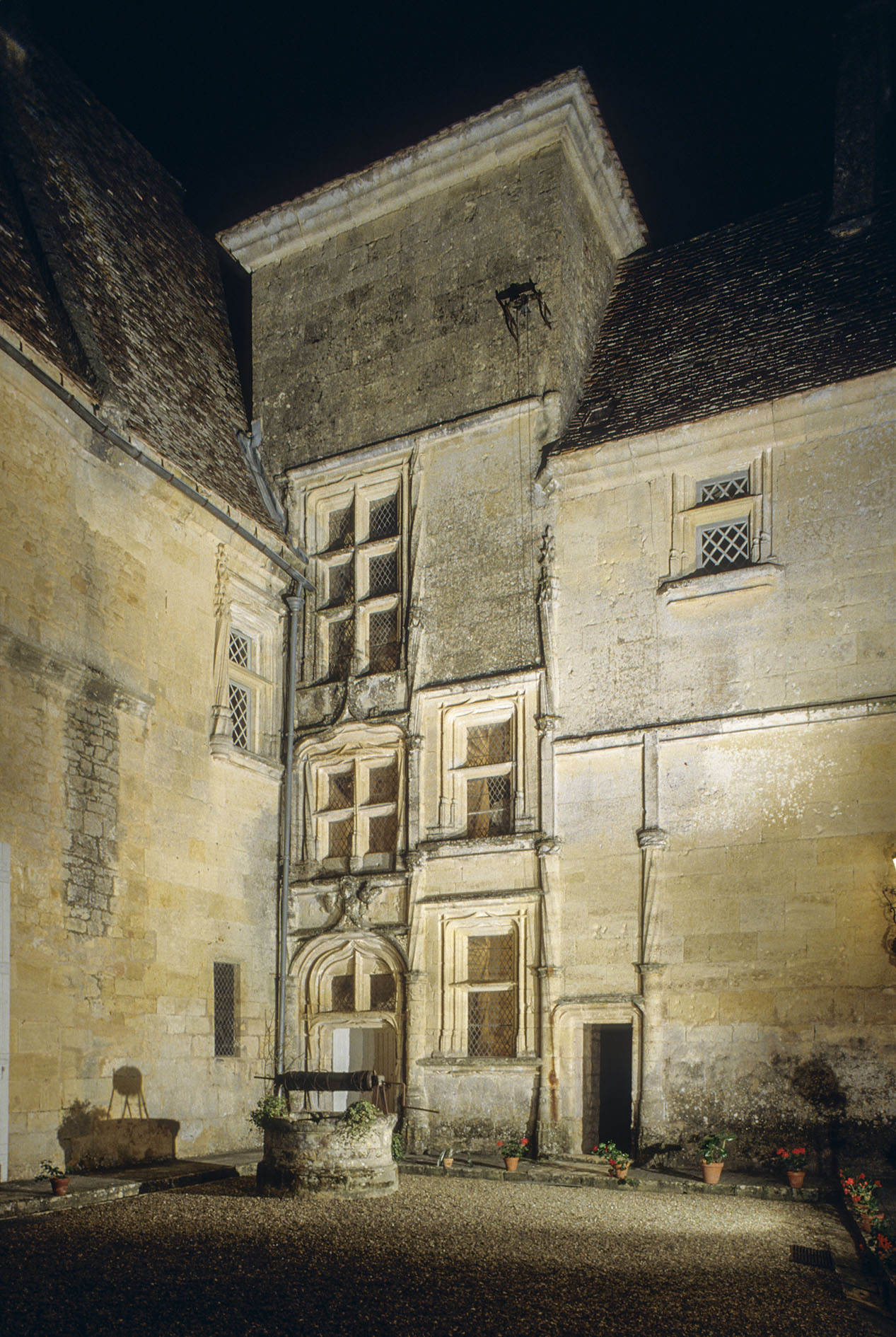
Внутренний двор замка